# Couleurs d'automne
Couleurs d'automne (titre original en anglais : Autumnal Tints) est un essai de l'écrivain américain Henry David Thoreau publié en 1862 par The Atlantic Monthly.